# Caprafico
Caprafico is een plaats (frazione) in de Italiaanse gemeente Teramo.